# Eastern European Funk
Eastern European Funk (auch als East European Funk bekannt, beides deutsch „Osteuropäischer Funk“) ist ein Lied der litauischen Gruppierung InCulto. Der Text und die Musik wurden von Laurynas Lapė, Jievaras Jasinskis, Sergej Makidon, Aurelijus Morlencas und Jurgis Didžiulis (den Mitgliedern der Gruppe InCulto) geschrieben. Es war der Beitrag Litauens zum Eurovision Song Contest 2010 und gewann in der litauischen Vorentscheidung am 4. März 2010 sowohl durch die Gunst der Zuschauer als auch der Jury. Litauen schied jedoch letztendlich im 2. Halbfinale des Wettbewerbs wegen zu weniger Stimmen aus.

## Kontroversen
Wegen des provokanten Textes (vor allem einer Textzeile, in der es heißt: „Wir überlebten die Roten und zwei Weltkriege“) wurde es von der Europäischen Rundfunkunion geprüft, der Text musste aber nicht geändert werden.

## Inhalt
Der Inhalt des Textes lässt sich grob auf folgende zwei Sätze aus dem Liedtext aufbauen:

“Yes sir, we are legal, we are, though we’re not as legal as you. / No sir, we’re not equal, no, though we’re both from the EU.”

„Ja, mein Herr, wir sind legal, das sind wir, wenn auch nicht so legal wie Sie. / Nein, mein Herr, wir sind nicht gleich, nein, obwohl wir beide aus der EU sind.“

Der Text enthält einen Protest gegen die westliche Welt, weil sie das östliche Europa vergäßen, obwohl „Wir [das östliche Europa] eure Häuser bauen, euer Geschirr waschen und eure Hände quietschend sauber halten“.

## Beim Eurovision Song Contest
Wie am 7. Februar 2010 in der Halbfinalauslosung entschieden wurde, trat East European Funk im zweiten Halbfinale an. Dort wurde ihm die erste Startnummer zugelost, sodass das Lied dieses Halbfinale eröffnete. Die Performance des Liedes galt als umstritten, auch schaffte die Gruppe es nicht, sich für das Finale zwei Tage später zu qualifizieren.
Die Gruppe InCulto erreichte bereits 2006 den zweiten Platz der litauischen Vorentscheidung mit dem Lied Welcome to Lithuania.